# Francis Fonseca

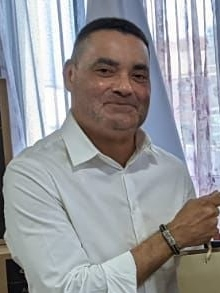
Francis Fonseca, 2022

Francis William Fonseca (* 11. März 1967 in Belize City, British Honduras) ist ein Politiker der Vereinigten Volkspartei PUP (People’s United Party) aus Belize, der unter anderem von 2011 bis 2016 Vorsitzender (Political Leader) der PUP sowie zwischen 2011 und 2015 als Leader of the Opposition Oppositionsführer im Repräsentantenhaus (House of Representatives) war.

## Leben

### Rechtsanwalt, Abgeordneter und Minister
Francis William Fonseca, Sohn von William Fonseca und dessen Ehefrau Molly Fonseca, besuchte die St Catherine’s Elementary School, die St. John’s High School sowie das St John’s Junior College und begann daraufhin ein Studium der Wirtschaftswissenschaften an der University of Louisiana at Lafayette, das er 1988 mit einem Bachelor of Science (B.Sc. Economics) beendete. Daraufhin war er zwischen 1989 und 1990 als Forschungsbeamter in der Gesellschaft für Bildung und Forschung SPEAR (Society for the promotion of Education and Research) sowie von 1990 bis 1991 als Ökonom im Ministerium für wirtschaftliche Entwicklung (Ministry of Economic Development). Im Anschluss begann er ein postgraduales Studium der Rechtswissenschaften an der University of the West Indies, welches er 1994 abschloss. Nach seiner anwaltlichen Zulassung war er in der Folgezeit als Rechtsanwalt tätig.
Bei den Parlamentswahlen am 5. März 2003 gewann die Vereinigte Volkspartei PUP (People’s United Party) von Premierminister Said Musa mit 53.514 Stimmen (53,5 Prozent) 22 der 29 Sitze im Repräsentantenhaus, während die Vereinigte Demokratische Partei UDP (United Democratic Party) mit 44.996 Stimmen (45,2 Prozent) aufgrund des Wahlsystems sieben Sitze erhielt. Fonseca wurde bei dieser Wahl im Wahlkreis Freetown im Belize District mit 1.154 Stimmen (60 Prozent) erstmals zum Mitglied des Repräsentantenhauses gewählt. Am 7. März 2003 wurde das neue Kabinett von Premierminister Musa vereidigt, in das er als Generalstaatsanwalt (Attorney General) und Minister für Bildung, Kultur und Arbeit (Minister of Education, Culture and Labour) berufen wurde. Diese Ämter behielt er bis zur Niederlage der PUP bei den Wahlen vom 7. Februar 2008, bei der die PUP 50.744 Stimmen (42,2 Prozent) und nur noch sechs der 31 Sitze im Repräsentantenhaus erhielt, Er selbst war einer von sechs PUP-Vertretern, die bei den Wahlen vom 7. Februar 2008 ihren Sitz im Repräsentantenhaus behielten.

### Vorsitzender der People’s United Party und Oppositionsführer
Nach der Wahl hielt die PUP am 30. März 2008 einen Kongress ab. Fonseca war einer der Kandidaten für die Parteiführung auf diesem Kongress und wurde als der vom Partei-Establishment bevorzugte Kandidat angesehen. Allerdings wurde er von Johnny Briceño besiegt und erhielt 310 Stimmen gegen 330 Stimmen für Briceño. Nachdem Briceño im Oktober 2011 als Parteivorsitzender zurückgetreten war, wurde Fonseca neuer Vorsitzender (Political Leader) der People’s United Party und zugleich am 3. November 2011 als Leader of the Opposition Oppositionsführer im Repräsentantenhaus. In dieser Funktion war er erstmals bei den Wahlen vom 7. März 2012 Spitzenkandidat der PUP. Bei diesen Wahlen erzielte die PUP 62.059 Stimmen (48,2 Prozent) und konnte acht Mandate hinzugewinnen, so dass sie nunmehr im Repräsentantenhaus mit 14 Abgeordneten vertreten war. Stärkste Kraft blieb allerdings die Vereinigte Demokratische Partei UDP (United Democratic Party) mit 17 Sitzen (64.749 Stimmen, 50,3 Prozent) und konnte mit Dean Barrow weiterhin den Premierminister stellen. Er selbst wurde bei dieser Wahl mit 1.558 Stimmen (51,95 Prozent) im Wahlkreis Freetown als Mitglied des Repräsentantenhauses wiedergewählt.
Bei den darauf folgenden Wahlen am 4. November 2015 war Francis Fonseca abermals Spitzenkandidat der PUP, die 67.566 Stimmen (47,8 Prozent) erhielt und damit nur noch zwölf der 31 Mandate erhielt. Die UDP wiederum bekam 71.452 Stimmen (50,5 Prozent) und erhielt aufgrund des Wahlsystems 19 Sitze im Repräsentantenhaus, so dass Dean Barrow als Premierminister bestätigt wurde. Aufgrund der Niederlage und des Verlusts der zwei Mandate trat er am 6. November 2015 als Oppositionsführer sowie im Januar 2016 auch als Vorsitzender der PUP zurück. Am 8. Februar 2016 wurde Johnny Briceño sowohl Parteivorsitzender als auch Oppositionsführer im Repräsentantenhaus.

### Minister im Kabinett Briceño
Bei den Parlamentswahlen am 11. November 2020 erhielt die United People’s Party 88.040 Stimmen (59,6 Prozent) und 26 von 31 Sitzen im Repräsentantenhaus, während die United Democratic Party unter dem neuen Spitzenkandidaten Patrick Faber nur noch 57.374 Stimmen (38,8 Prozent) erhielt und lediglich fünf Mandate errang. Die Wahlbeteiligung lag bei 81,9 Prozent. Fonseca wurde dabei in seinem Wahlkreis Freetown mit 2.114 Stimmen (68,79 Prozent) wiedergewählt. Am 12. November 2020 wurde Johnny Briceño als Premierminister vereidigt. Am 13. November 2020 stellte Briceño das Kabinett vor, in dem dieser zugleich auch Finanzminister ist, während Eamon Courtenay als Außenminister, Florencio Marin, Jr. als Verteidigungsminister und Kareem Musa als Innenminister berufen wurden. Fonseco selbst wurde von Premierminister Briceño zum Minister für Bildung, Kultur, Wissenschaft und Technologie (Minister of Education, Culture, Science and Technology) berufen. Er gehört ferner dem Nationalen Vorstand (National Executive) der PUP an.